# 腓特烈二世 (萊格尼察)
腓特烈二世（波蘭語：Fryderyk II legnicki，1480年2月12日—1547年9月17日），萊格尼察公爵，腓特烈一世之子，1488年至1547年在位。

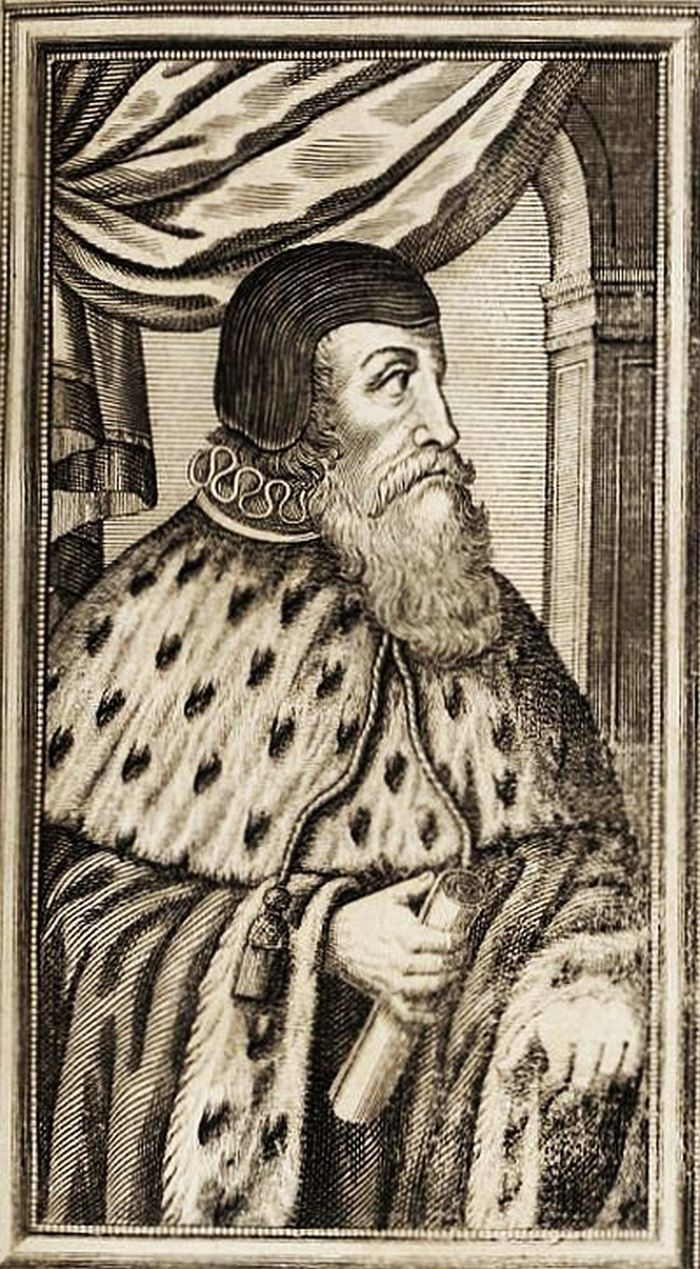
腓特烈二世

## 家庭
1519年，腓特烈二世與布蘭登堡-安斯巴赫-庫爾姆巴赫的索菲結婚，兩人共有2子1女：
1. 腓特烈（1520年—1570年），萊格尼察公爵
2. 傑日（1523年—1586年），布熱格公爵
3. 索菲亞（英语：Sophie of Legnica）（1525年—1546年），與布蘭登堡的約翰·格奧爾格結婚